# Red Island (ö i Heard- och McDonaldöarna)
Red Island är en ö i Heard- och McDonaldöarna (Australien). 
Den ligger strax utanför Laurens Peninsula på Heard Island. Res Island och Laurens Peninsula är förenade med ett klapperstensfält.
Polarklimat råder i trakten. Årsmedeltemperaturen i trakten är −6 °C. Den varmaste månaden är februari, då medeltemperaturen är −1 °C, och den kallaste är augusti, med −10 °C.